# Pointless
Pointless (svenska: Poänglöst) är ursprungligen ett brittiskt frågesportprogram som leds av komikern Alexander Armstrong med domaren Richard Osman vid sin sida. Programmet har sedan det dök upp i Storbritannien 24 augusti 2009 spridits till 11 länder. 
I Storbritannien sänds programmet på BBC One sedan 2012 och i Sverige sänds programmet på BBC Nordic.

## Programidé
Programmets namn, Pointless, översätts rakt till poänglös men används framförallt som svenskans meningslös. Programmet är en utslagstävling som går ut på att få så få poäng som möjligt och helst vara helt poänglös, för att komma till final och vinna en trofé och i bästa fall en summa pengar. Poäng delas ut efter svar på allmänna kunskapsfrågor som "Nämn ett land vars namn börjar med bokstaven L". Samma frågor har ställts till 100 personer. Det antal personer som gett samma svar ger poängen. Det gäller att ha ett ovanligt svar, som så få som möjligt av de 100 personerna sagt, men svaret måste vara rätt. Är svaret fel får man 100 poäng, har ingen gett svaret och det är rätt får man noll poäng och vinstpotten, jackpotten, höjs.
I varje avsnitt deltar fyra lag med två deltagare. Det är totalt tre rundor, där ett lag slås ut i varje runda, och sist en final i programmet. Det lag som har högst poäng efter varje runda åker ut, till ett lag står kvar och svarar på en sista omgång frågor med möjlighet att vinna programmets jackpot. Jackpotten delas ut om finallaget får noll poäng på någon av sina svar i finalen.

## Produktion
Programmet skapades av bland annat Richard Osman år 2009. Richard Osman var kreativ producent på produktionsbolaget Endelon och hade inte haft någon karriär framför kameran. Alexander Armstrong hade tidigare främst varit komiker och deltagare i panelprogram och de båda hade studerat samtigt på Cambridge. När Endelon presenterade idén för BBC gjorde Richard Osman rollen som bisittare eller domare bredvid programledaren. BBC tyckte att Richard Osman skulle behålla rollen som programledare även när den skulle spelas in, och Osman tänkte att det kunde vara intressant att prova på och att den förmodligen inte skulle vara mer än någon säsong, vilket är det vanligaste scenariot.
Programmet spelas in i BBC:s studio Elstree 8 och exekutiv producent är Jack Ryan.
I programmet presenterar Alexander Armstrong alltid Richard Osman som "my pointless friend", och efter att Richard Osman avgett de korrekta svaren med lägst poäng vänder han sig mot kamerorna och säger "well done if you got any of those at home", ungefär "bra jobbat om ni fick rätt på dessa där hemma".

## Internationella versioner
| Land           | Namn                      | Ungefärlig översättning | Sändning                           |
| -------------- | ------------------------- | ----------------------- | ---------------------------------- |
| Danmark        | Jo færre, jo bedre        | Ju färre, ju bättre     | 2018 – pågående                    |
| Frankrike      | Personne n'y avait pensé! | Ingen tänkte tanken!    | 2011, 2015 – 2016, 2018 – pågående |
| Italien        | Zero e lode!              | Noll med den äran!      | 2017 – pågående                    |
| Kroatien       | Tog se nitko nije sjetio  | Ingen tänkte tanken     | 2013                               |
| Nederländerna  | Pointless                 | Poänglöst               | 2015                               |
| Nordmakedonien | Без Поени!                | Noll poäng!             | 2014 – 2015                        |
| Polen          | Tylko Ty                  | Bara du                 | 2014                               |
| Schweiz        | Weniger ist mehr          | Mindre är mer           | 2012 – pågående                    |
| Serbien        | Toga se niko nije setio   | Ingen tänkte tanken     | 2014 – pågående                    |
| Tjeckien       | Míň je víc!               | Mindre är mer!          | 2015                               |
| Tyskland       | Null gewinnt              | Noll vinner             | 2012 – 2013                        |